# Stanisław Niemojewski
Stanisław Niemojewski herbu Rola (ur. ok. 1560, zm. przed 16 grudnia 1620) – starosta rogoziński (1615) i osiecki (7 maja 1610 – koniec 1620), dworzanin króla Zygmunta III Wazy, podstoli wielki koronny (1601–1615), kasztelan elbląski (1615–1619) i chełmiński (1619–1620).

## Życie prywatne
Niemojewscy herbu Rola byli zamożną szlachtą, osiadłą w województwie pomorskim. Pierwotnym gniazdem tej rodziny był Lubieniec, wieś położona w powiecie włocławskim. W połowie  XVI wieku  jedna ich gałąź przeniosła się do Łowinka w powiecie świeckim.
Jego ojciec Jan Niemojewski (1531 – 1618) był kasztelanem chełmińskim i posiadał dobra w województwie chełmińskim i pomorskim, a matką była Katarzyna, córka wojewody pomorskiego Stanisława Kostki (1538 – 1604). Jego żoną została w 1611, Zofia Czarnkowska (zm. 1615) i miał z nią córki: Zofię Niemojewską (zm. 1698), poślubioną w 1632 przez Jakuba Smoguleckigo starostę nakielskiego i Apolinarę Niemojewską (1612 – 1636) poślubioną w 1630 przez podczaszego koronnego Mikołaja Daniłowicza.
Drugą żoną była Zofia Zebrzydowska (zm. 1637), z którą miał córkę Teresę (zm. 1650) poślubioną przez Macieja Smoguleckiego w 1636, a w 1648 przez Olbrachta Czerskiego – kasztelana chełmińskiego.

## Kariera i obrona ojczyzny
Prawdopodobnie kształcił się we Włoszech. W 1589 król Zygmunt wysłał go jako posła na sejm generalny pruski, odbywany w Malborku. W 1590 został dworzaninem królewskim i trzy lata później podróżował z królem do Szwecji. Dorobił się znacznej fortuny, w 1602, pożyczył Skarbowi Państwa 24 tysiące złotych pod zastaw klejnotów koronnych.
Był wielokrotnie posłem. W 1603 został podstolim koronnym, a w 1610 starostą osieckim.  Stanisław Niemojewski był autorem pamiętnika z podróży do Moskwy, odbytej w czasie trwania Dymitriady. Był świadkiem zaślubin Maryny Mniszchówny z carem Rosji Dymitrem Samozwańcem, obalenia cara, jak i prawie dwa lata internowania w Księstwie Moskiewskim. W Moskwie znalazł się jako wysłannik siostry królewskiej Anny Wazówny do Dymitra Samozwańca. Pośredniczył w sprzedaży carowi części kolekcji szlachetnych kamieni należących do Anny. W trakcie powstania Wasyla Szujskiego aresztowany i dopiero po dwu latach w 1608 r. powrócił do Polski. Jako poseł sejmowy popierał m.in. plany wojny interwencyjnej w Moskwie. W 1615 otrzymał starostwo rogozińskie i kasztelanię elbląską. W 1616 wziął udział w wojnie z Rosją. Potem podróżował do Włoch i powrócił do swojego dworu w Łowinku. Po nieudanej obronie Chełma, przez kasztelana chełmskiego Stanisława Kuropatwę w 1619, został jego następcą, ale nie na długo, bo zmarł w 1620.